# Tom-Christer Nilsen

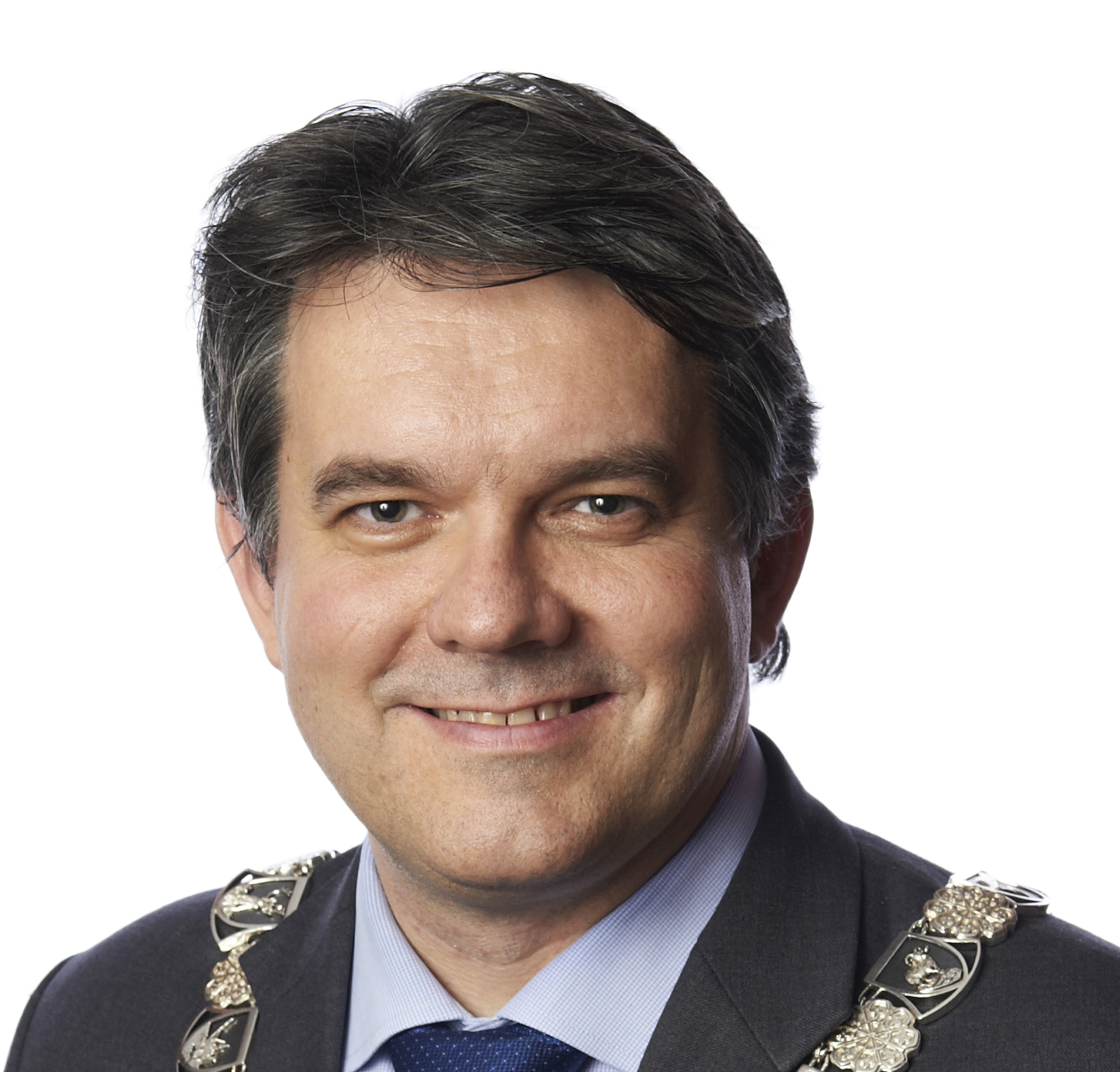
Tom-Christer Nilsen, 2011

Tom-Christer Nilsen (* 28. August 1969 in Askøy) ist ein norwegischer Politiker der konservativen Partei Høyre. Von Dezember 2015 bis September 2017 war er Staatssekretär, von 2017 bis 2021 war er Abgeordneter im Storting.

## Leben
Tom-Christer Nilsen ist der Sohn des Høyre-Politikers Oddvar Nilsen. Er studierte Wirtschaftswissenschaften und Verwaltungsrecht. Von 1994 bis 1999 arbeitete er für die Kommune Askøy und anschließend bis 2003 für Avinor. Im Jahr 1995 zog er erstmals in das Fylkesting der damaligen Provinz Hordaland ein. In der Zeit zwischen 2003 und 2011 war er der stellvertretende Fylkesordfører der Provinz, anschließend hatte er bis 2015 das Amt des Fylkesordførers inne.
Bei der Parlamentswahl 2009 verpasste Nilsen den Einzug ins norwegische Nationalparlament Storting. Am 16. Dezember 2015 wurde er unter Ministerpräsidentin Erna Solberg zum Staatssekretär in der Staatskanzlei, dem Statsministerens kontor, ernannt. Im Mai 2016 wechselte er als Staatssekretär ins norwegische Verkehrsministerium, wo er unter Minister Ketil Solvik-Olsen tätig war. Dieses Amt hatte er bis zum 30. September 2017 inne.
Nilsen zog bei der Wahl 2017 schließlich erstmals ins Storting ein. Dort vertrat er den Wahlkreis Hordaland und wurde Mitglied im Wirtschaftsausschuss. Im Vorfeld der Stortingswahl 2021 gelang es ihm nicht, erneut einen Platz auf der Wahlliste der Høyre-Partei in Hordaland zu erhalten. Er schied in der Folge im Herbst 2021 aus dem Storting aus.